# Zeria niassa kafulica
Zeria niassa kafulica es una subespecie de arácnido  del orden Solifugae de la familia Solpugidae.

## Distribución geográfica
Se encuentra en Malaui y Zambia.